# Kiran Chemjong
Kiran Chemjong (किरण चेम्जोङ; Dhanakuta, 24 marzo 1990) è un calciatore nepalese, portiere svincolato.

## Carriera

### Club
Nel 2019 firma un contratto con il Minerva Punjab. Il 15 aprile 2021 torna in patria firmando per la neopromossa Dhangadhi, con la quale si classifica secondo, perdendo la finale dei play-off contro i Kathmandu Rayzrs.

### Nazionale
Ha debuttato in nazionale il 24 maggio 2008, in Nepal-Macao (3-2).

## Statistiche

### Presenze e reti nei club
| Stagione                 | Club                     | Campionato               | Campionato | Campionato | Coppe nazionali | Coppe nazionali | Coppe nazionali | Coppe continentali | Coppe continentali | Coppe continentali | Supercoppe | Supercoppe | Supercoppe | Totale | Totale |
| Stagione                 | Club                     | Comp                     | Pres       | Reti       | Comp            | Pres            | Reti            | Comp               | Pres               | Reti               | Comp       | Pres       | Reti       | Pres   | Reti   |
| ------------------------ | ------------------------ | ------------------------ | ---------- | ---------- | --------------- | --------------- | --------------- | ------------------ | ------------------ | ------------------ | ---------- | ---------- | ---------- | ------ | ------ |
| gen.-giu. 2018           | Minerva Punjab           | IL                       | 8          | -7         | SC              | 1               | 0               | -                  | -                  | -                  | -          | -          | -          | 12     | -12    |
| 2018                     | TC Sports                | PL                       | ?          | ?          | CM              | ?               | ?               | -                  | -                  | -                  | -          | -          | -          | ?      | ?      |
| 2019-2020                | Punjab                   | IL                       | 11         | -12        | -               | -               | -               | AFC                | -                  | -                  | -          | -          | -          | 11     | -12    |
| 2020-2021                | RoundGlass Punjab        | IL                       | 10+4       | -7+-5      | -               | -               | -               | -                  | -                  | -                  | -          | -          | -          | 14     | -12    |
| giu.-nov.2021            | Dhangadhi                | NSL                      | 6+2        | -5+-2      | -               | -               | -               | -                  | -                  | -                  | -          | -          | -          | 8      | -7     |
| 2022                     | Maziya                   | PL                       | ?          | ?          | CM              | ?               | ?               | AFC Cup            | 3                  | -6                 | -          | -          | -          | 3      | -6     |
| 2022-2023                | RoundGlass Punjab        | IL                       | 21         | -16        | SC              | 3               | -5              | -                  | -                  | -                  | -          | -          | -          | 24     | -21    |
| 2023-2024                | Punjab                   | ISL                      | 6          | -6         | SC              | 3               | -4              | -                  | -                  | -                  | DC         | 2          | -3         | 11     | -13    |
| Totale RoundGlass Punjab | Totale RoundGlass Punjab | Totale RoundGlass Punjab | 41         | -34        |                 | 6               | -9              |                    | -                  | -                  |            | 2          | -3         | 49     | -46    |
| Totale Carriera          | Totale Carriera          | Totale Carriera          | 68         | -60        |                 | 7               | -9              |                    | 3                  | -6                 |            | 2          | -3         | 80     | -78    |

### Cronologia presenze e reti in nazionale
| Cronologia completa delle presenze e delle reti in nazionale ― Nepal | Cronologia completa delle presenze e delle reti in nazionale ― Nepal | Cronologia completa delle presenze e delle reti in nazionale ― Nepal | Cronologia completa delle presenze e delle reti in nazionale ― Nepal | Cronologia completa delle presenze e delle reti in nazionale ― Nepal | Cronologia completa delle presenze e delle reti in nazionale ― Nepal | Cronologia completa delle presenze e delle reti in nazionale ― Nepal | Cronologia completa delle presenze e delle reti in nazionale ― Nepal |
| Data                                                                 | Città                                                                | In casa                                                              | Risultato                                                            | Ospiti                                                               | Competizione                                                         | Reti                                                                 | Note                                                                 |
| -------------------------------------------------------------------- | -------------------------------------------------------------------- | -------------------------------------------------------------------- | -------------------------------------------------------------------- | -------------------------------------------------------------------- | -------------------------------------------------------------------- | -------------------------------------------------------------------- | -------------------------------------------------------------------- |
| 24-5-2008                                                            | Phnom Penh                                                           | Nepal                                                                | 3 – 2                                                                | Macao                                                                | Qual. AFC Challenge Cup 2008                                         | -                                                                    | 24’                                                                  |
| 10-10-2019                                                           | Canberra                                                             | Australia                                                            | 5 – 0                                                                | Nepal                                                                | Qual. Mondiali 2022                                                  | -5                                                                   | Cap.                                                                 |
| 19-11-2019                                                           | Thimphu                                                              | Nepal                                                                | 0 – 1                                                                | Kuwait                                                               | Qual. Mondiali 2022                                                  | -1                                                                   | Cap.                                                                 |
| 13-11-2020                                                           | Dacca                                                                | Bangladesh                                                           | 2 – 0                                                                | Nepal                                                                | Amichevole                                                           | -2                                                                   | Cap.                                                                 |
| 17-11-2020                                                           | Dacca                                                                | Bangladesh                                                           | 0 – 0                                                                | Nepal                                                                | Amichevole                                                           | -                                                                    | Cap.                                                                 |
| 27-3-2021                                                            | Katmandu                                                             | Nepal                                                                | 0 – 0                                                                | Bangladesh                                                           | Amichevole                                                           | -                                                                    | Cap.                                                                 |
| 27-6-2021                                                            | Al Kuwait                                                            | Nepal                                                                | 2 – 0                                                                | Taipei cinese                                                        | Qual. Mondiali 2022                                                  | -                                                                    | Cap.                                                                 |
| 7-6-2021                                                             | Al Kuwait                                                            | Nepal                                                                | 0 – 3                                                                | Giordania                                                            | Qual. Mondiali 2022                                                  | -3                                                                   | Cap.                                                                 |
| 2-9-2021                                                             | Katmandu                                                             | Nepal                                                                | 1 – 1                                                                | India                                                                | Amichevole                                                           | -1                                                                   | Cap. 51’                                                             |
| 5-9-2021                                                             | Katmandu                                                             | Nepal                                                                | 1 – 2                                                                | India                                                                | Amichevole                                                           | -2                                                                   | Cap. 86’                                                             |
| 4-10-2021                                                            | Malé                                                                 | Sri Lanka                                                            | 2 – 3                                                                | Nepal                                                                | SAFF Championship 2021 - 1º turno                                    | -2                                                                   | Cap.                                                                 |
| 10-10-2021                                                           | Malé                                                                 | Nepal                                                                | 0 – 1                                                                | India                                                                | SAFF Championship 2021 - 1º turno                                    | -1                                                                   | Cap.                                                                 |
| 13-10-2021                                                           | Malé                                                                 | Bangladesh                                                           | 1 – 1                                                                | Nepal                                                                | SAFF Championship 2021 - 1º turno                                    | -1                                                                   | Cap.                                                                 |
| 16-10-2021                                                           | Malé                                                                 | India                                                                | 3 – 0                                                                | Nepal                                                                | SAFF Championship 2021 - Finale                                      | -3                                                                   | Cap.                                                                 |
| 24-3-2022                                                            | Chonburi                                                             | Thailandia                                                           | 2 – 0                                                                | Nepal                                                                | Amichevole                                                           | -2                                                                   | Cap.                                                                 |
| 15-6-2023                                                            | Manila                                                               | Filippine                                                            | 1 – 0                                                                | Nepal                                                                | Amichevole                                                           | -1                                                                   | Cap.                                                                 |
| 21-6-2023                                                            | Bengaluru                                                            | Kuwait                                                               | 3 – 1                                                                | Nepal                                                                | SAFF Championship 2023 - 1º turno                                    | -3                                                                   | Cap.                                                                 |
| 24-6-2023                                                            | Bengaluru                                                            | Nepal                                                                | 0 – 2                                                                | India                                                                | SAFF Championship 2023 - 1º turno                                    | -2                                                                   | Cap.                                                                 |
| 27-6-2023                                                            | Bengaluru                                                            | Nepal                                                                | 1 – 0                                                                | Pakistan                                                             | SAFF Championship 2023 - 1º turno                                    | -                                                                    | Cap.                                                                 |
| 16-11-2023                                                           | Dubai                                                                | Emirati Arabi Uniti                                                  | 4 – 0                                                                | Nepal                                                                | Qual. Mondiali 2026                                                  | -4                                                                   | cap.                                                                 |
| 21-11-2023                                                           | Katmandu                                                             | Nepal                                                                | 0 – 2                                                                | Yemen                                                                | Qual. Mondiali 2026                                                  | -2                                                                   | cap.                                                                 |
| 21-3-2024                                                            | Riffa                                                                | Nepal                                                                | 0 – 5                                                                | Bahrein                                                              | Qual. Mondiali 2026                                                  | -5                                                                   | cap.                                                                 |
| 26-3-2024                                                            | Riffa                                                                | Bahrein                                                              | 3 – 0                                                                | Nepal                                                                | Qual. Mondiali 2026                                                  | -3                                                                   | cap.                                                                 |
| 6-6-2024                                                             | Dammam                                                               | Nepal                                                                | 0 – 4                                                                | Emirati Arabi Uniti                                                  | Qual. Mondiali 2026                                                  | -4                                                                   | cap.                                                                 |
| 11-6-2024                                                            | Dammam                                                               | Yemen                                                                | 2 – 2                                                                | Nepal                                                                | Qual. Mondiali 2026                                                  | -2                                                                   | cap. 82’                                                             |
| 21-3-2025                                                            | Kallang                                                              | Singapore                                                            | 0 – 1                                                                | Nepal                                                                | Amichevole                                                           | -                                                                    | cap.                                                                 |
| 25-3-2025                                                            | Johor Bahru                                                          | Malaysia                                                             | 2 – 0                                                                | Nepal                                                                | Qual. Coppa d'Asia 2027                                              | -2                                                                   | cap.                                                                 |
| 5-6-2025                                                             | Hong Kong                                                            | Hong Kong                                                            | 0 – 0                                                                | Nepal                                                                | Amichevole                                                           | -                                                                    | cap.                                                                 |
| 10-6-2025                                                            | Vientiane                                                            | Laos                                                                 | 2 – 1                                                                | Nepal                                                                | Qual. Coppa d'Asia 2027                                              | -2                                                                   | cap.                                                                 |
| Totale                                                               |                                                                      | Presenze                                                             | 29                                                                   |                                                                      | Reti                                                                 | -53                                                                  |                                                                      |

## Palmarès

### Competizioni nazionali
- I-League: 2

Minerva Punjab: 2017-2018
RoundGlass Punjab: 2022-2023
- Premier League (Maldive): 2

TC Sports: 2018
Maziya: 2022
- Maldives FA Cup: 1

Maziya: 2022